# Neutor (Steyr)

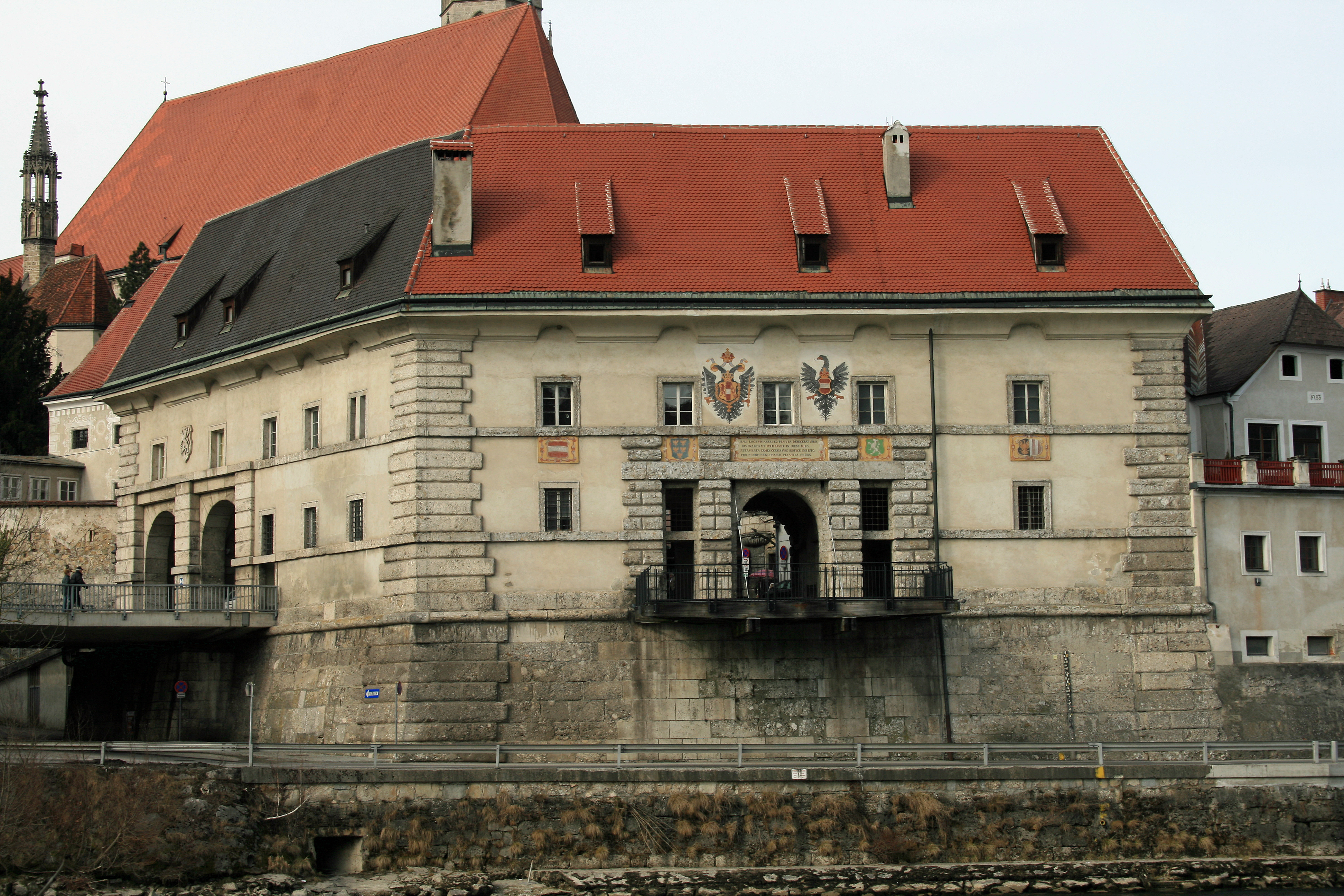
Blick von der Schönauerbrücke

Das Neutor ist eines von drei erhaltenen Steyrer Stadttoren und befindet sich am Eingang zum Grünmarkt, Richtung Stadtplatz. Erbaut wurde das Renaissancegebäude nach 1572 von Jakob Marconi.

## Geschichte und Architektur

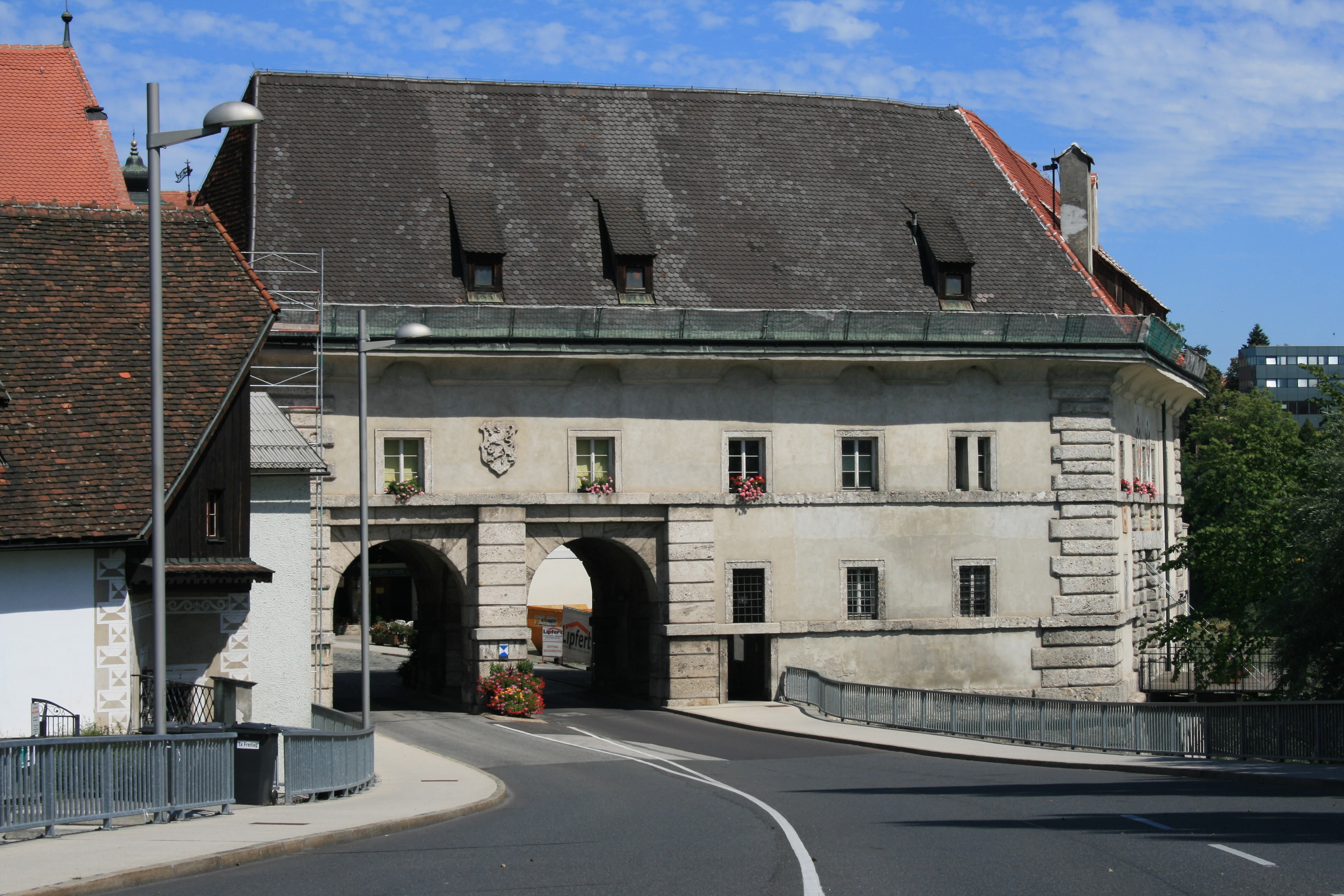
Ansicht der Südseite mit dem zweiten durchgebrochenen Bogen

Ursprünglicher Zweck des neuen Bauwerkes war Schutz vor Hochwässern, die in Steyr oft sehr dramatisch ausfallen, wie auch 1572.
Zwei Jahrhunderte war darin die deutsche Schule untergebracht und im 19. Jahrhundert die Gendarmerie-Kaserne. Seit 1969 beherbergt es Teile der Sammlung des Steyrer Stadtmuseums (der Großteil befindet sich im benachbarten Innerberger Stadel). Die Südseite erhielt 1973 aus verkehrstechnischen Gründen einen zweiten Bogen. Als Ersatz für die alte eiserne Neutorbrücke über die Enns wurde im selben Jahr im Zuge der Hundsgrabenumfahrung die Schönauerbrücke fertiggestellt. Die Neutorbrücke blieb zunächst als Fußgängerübergang erhalten und wurde im Juni 1974 gesprengt, die Arbeiten waren im Oktober desselben Jahres abgeschlossen. Die flussseitigen Fresken des Tores wurden restauriert und statt der Brücke ein Aussichtsbalkon errichtet.
Die ab 1829 demolierte Stadtmauer (→ Steyr – Schleifung der mittelalterlichen Befestigungsanlagen) ist in diesem Abschnitt teilweise erhalten. Ein Stück verbindet die westliche Seite des Tores mit einem Wehrturm unterhalb des Stadtpfarrhofes.

## Galerie

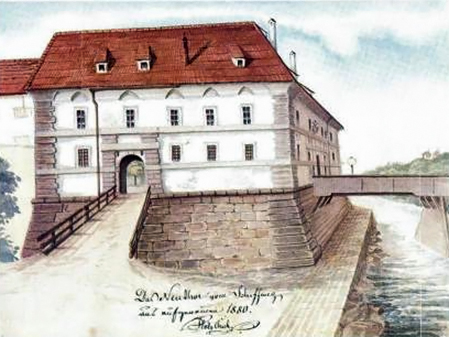
Aussehen im Jahr 1880
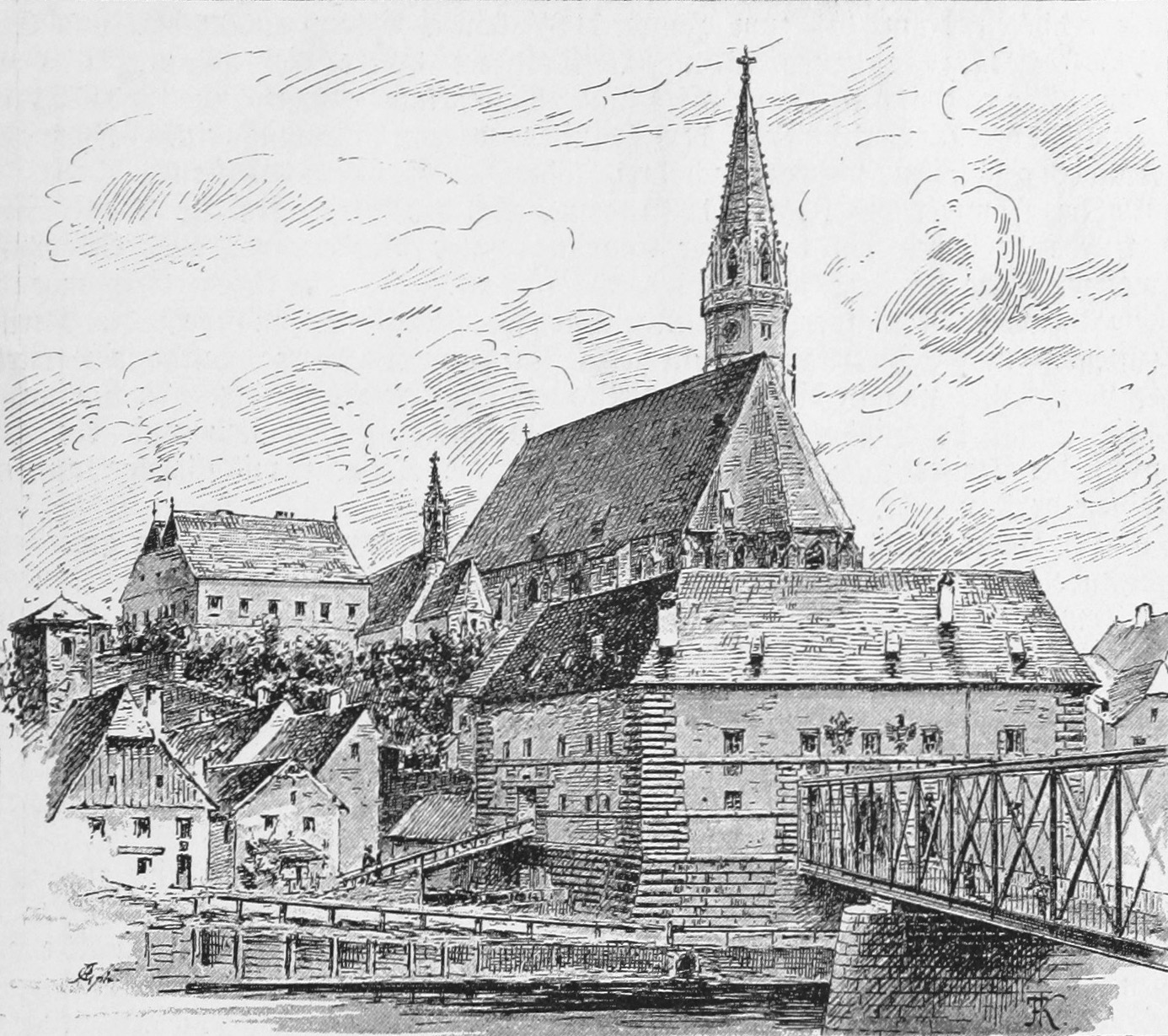
Neutor mit eiserner Brücke. Zeichnung Franz Kulstrunks von spät. 1893
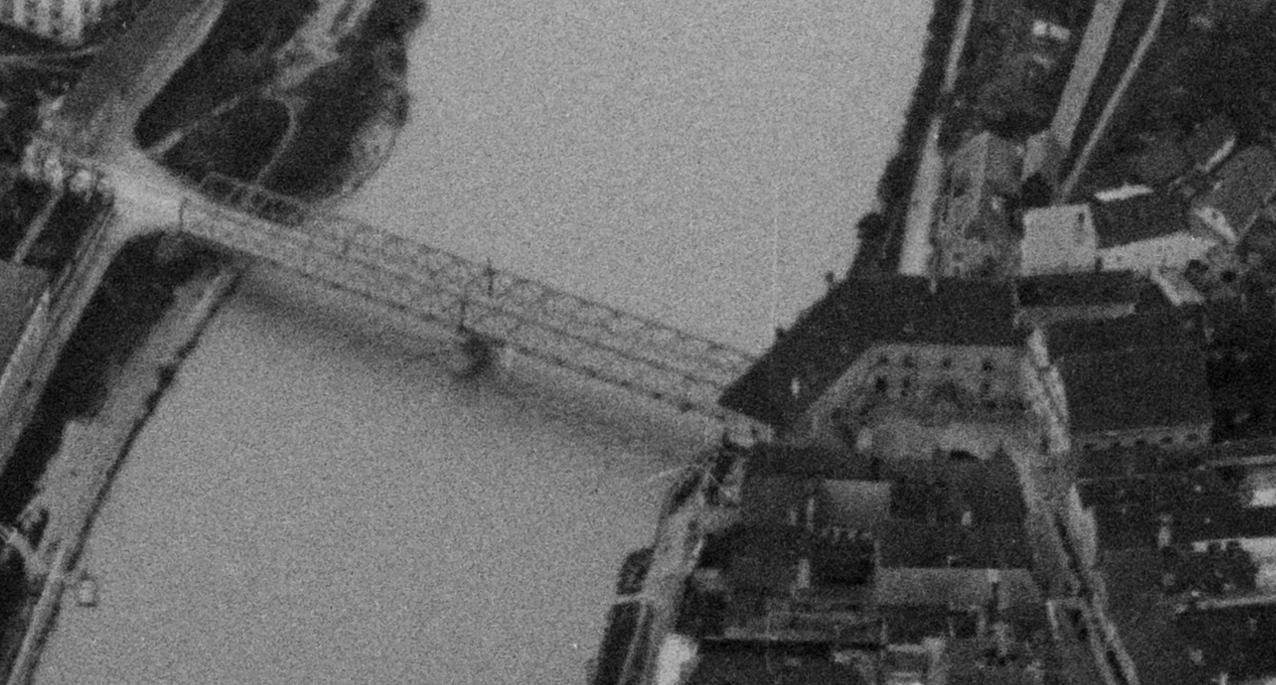
Eiserne Neutorbrücke (Ausschnitt aus einer Luftaufnahme von 1932)
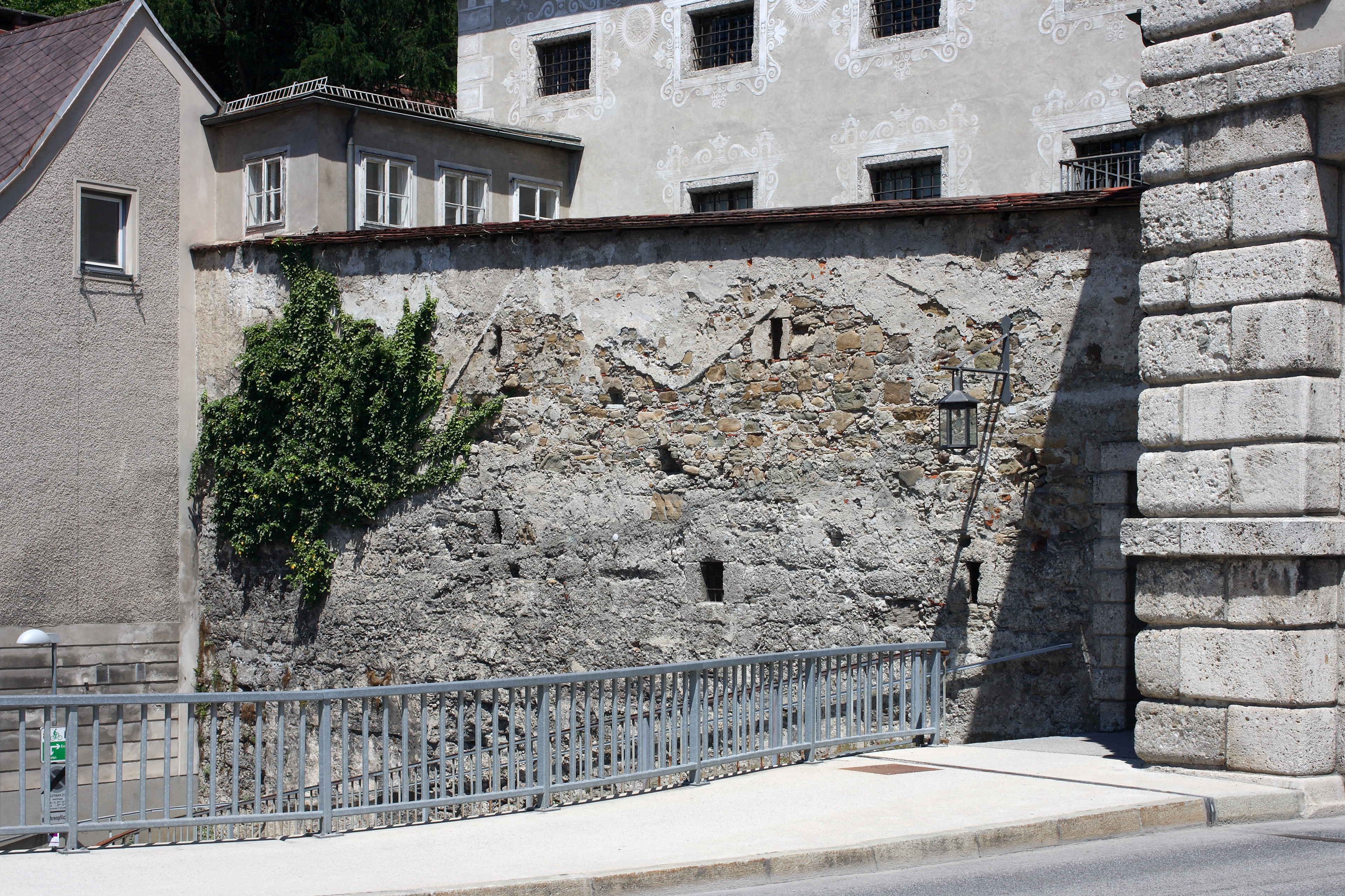
Stadtmauer an der Westseite
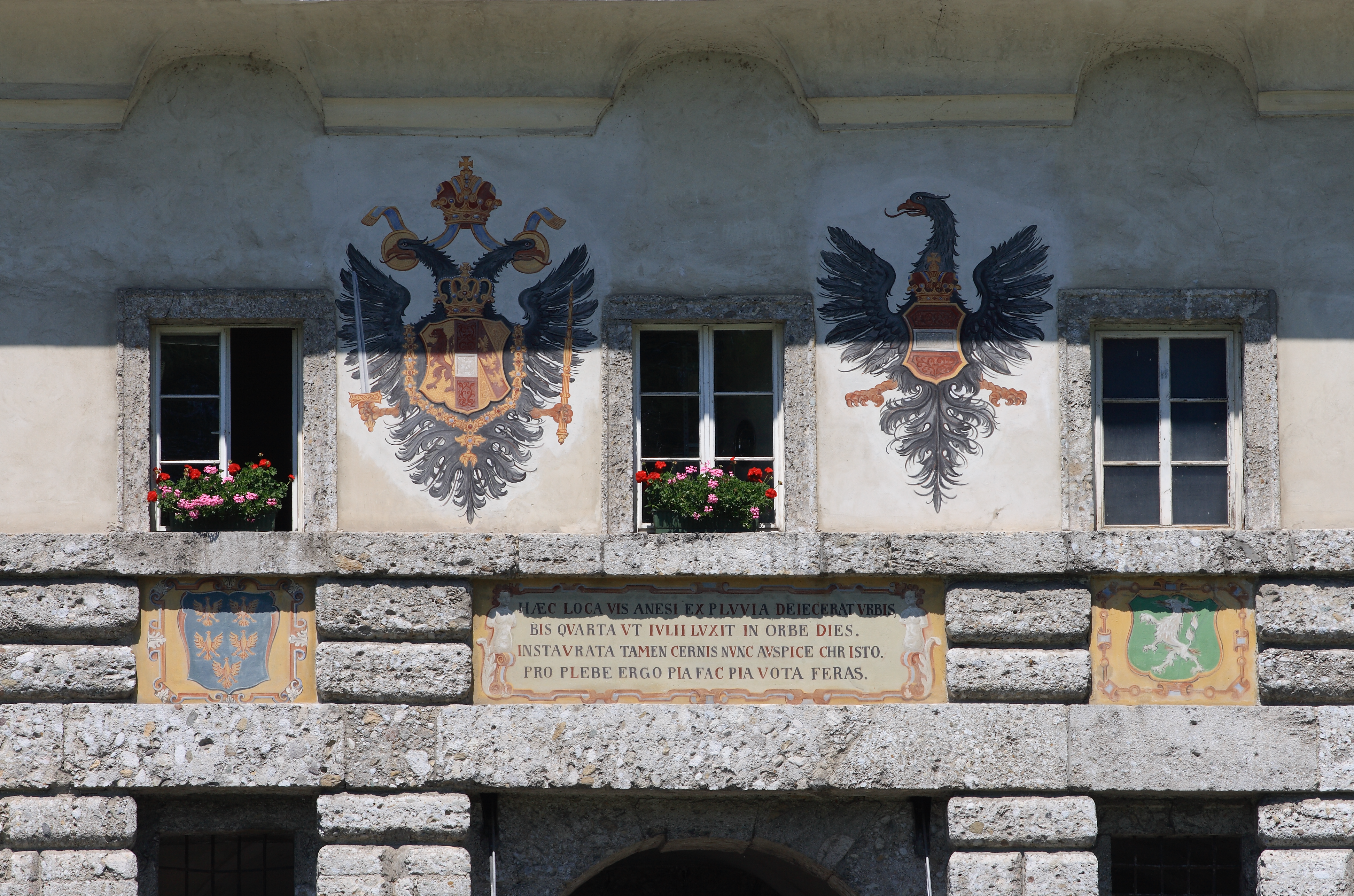
Flussseitige Fresken
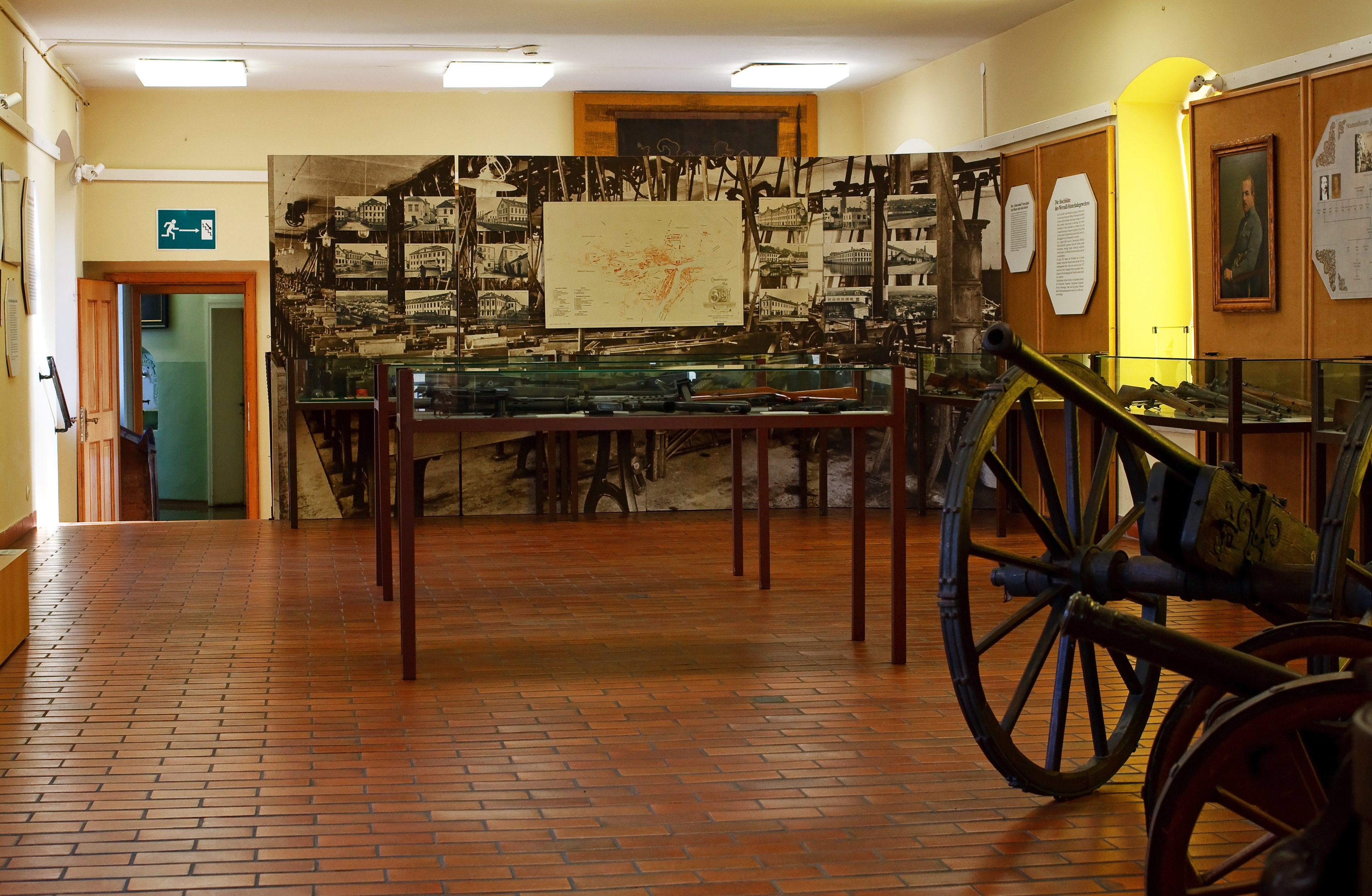
Waffensaal des Museums der Stadt Steyr im Neutor

## Andere Stadttore
Andere erhaltene Stadttore sind das Schnallentor im Stadtteil Steyrdorf und das Kollertor in Ennsdorf.